# Hangetsu
Hangetsu (半月 Hangetsu?, “media luna”) es un kata avanzado del estilo Shotokan de karate. Se caracteriza (y de ahí su nombre) por la postura hangetsu dachi o de media luna, y el control de la respiración y de la concentración del hara. Se la conoce en otros estilos de karate con el nombre de Seisan: Es importante notar que esta forma se encuentra presente en todos los estilos de karate tradicional sean provenientes de Okinawa o del Japón.

## Etimología
Seisan (el nombre del kata original) significa 13, y alguna gente se refiere a este kata como 13 manos, 13 puños, 13 pasos, 13 técnicas... Sin embargo estos nombres no tienen base histórica.
No está claro qué representa el número 13. Algunos piensan que es el número de técnicas en el kata original; otros que representa 13 tipos diferentes de "energía" o "potencia" encontrados en el kata; otros piensan que representa el número de aplicaciones diferentes que tiene el kata; otros que representa una defensa ante 13 ataques específicos, y algunos que es el número de oponentes imaginarios a los que uno se enfrenta cuando realiza el kata.
Akio Kinjo, el importante investigador okinawense de karate, mantiene que este kata tenía originalmente 13 técnicas, pero que debido a un largo proceso de evolución, se añadieron más técnicas.

Posición Hangetsu dachi

Gichin Funakoshi llamó a este kata Hangetsu, o media luna, en referencia a la posición de media luna (hangetsu dachi) y los pasos semicirculares que se realizan en este kata. Es interesante notar que el nombre de Seisan puede referirse también al ciclo lunar de 13 días, y sabiendo esto Funakoshi llamó al kata "media luna".

## Historia
No está claro quién trajo este kata a Okinawa, pero se sabe que en 1867 Seisho Aragaki, un maestro de las tradiciones de luchas chinas (Toudi) demostró este kata (entre otros) en frente del último Sappushi (enviados de la China imperial), Xin Zhao.
Akio Kinjo mantiene que el kata okinawense Seisan deriva del boxeo Yong Chun White Crane o "grulla blanca" de la provincia de Fujian en el sureste de China.
Los linajes principales que incluyen Seisan incluyen a aquellos que provienen de Kosaku Matsumura, Kodatsu Iha, Chojo Oshiro, Chotoku Kyan, Seisho Aragaki, Kanryo Higaonna, Kanbun Uechi y Norisato Nakaima, entre otros. Simabuku aprendió este kata de Kyan. Tanto la versión de Kyan como la de Shimabuku se parecen bastante al "Matsumura no Seisan" usado en algunas divisiones de Shitō-ryū.

### Equivalencias entre estilos
Este kata también se encuentra presente en otros estilos de karate, con distinto nombre y algunas diferencias en su ejecución.
- Hangetsu: Shotokan.
- Seisan: Shitō-ryū, Shōrin-ryū, Wadō-ryū, Gensei-ryū, Kyokushin kaikan, Ryukyu Kempo, Shindō jinen-ryū, Shukokai.
- Sei-Shan: Tang Soo Do (karate coreano)

### Vídeos
- Hangetsu, por Hirokazu Kanazawa en YouTube.
- Hangetsu, por Tetsuhiko Asai, Takashi Yamaguchi y Richard Amos en YouTube.
- Hangetsu, por maestro Shotokan en YouTube.
- Hangetsu, por alumnos de la JKA en los 60 en YouTube.

- Datos: Q1173673